# Allium affine
Allium affine — вид рослин з родини амарилісових (Amaryllidaceae); поширений в Туреччині, північному Ірані, північному Іраку, Лівані, Сирії, Вірменії, Азербайджані, на Північному Кавказі.

## Опис
Трав'яниста багаторічна рослина. Цибулина яйцювата. Стебло (20)30–80 см заввишки. Листків 3–5, дудчасті, напівциліндричні, жолобчасті, шорсткі. Зонтик густий, багатоквітковий, кулястий, дуже рідко напівкулястий. Листочки оцвітини ≈ 4 мм завдовжки, білуваті, з сильно помітною зеленою жилкою, гладкі, тупі. 

## Поширення
Поширений в Туреччині, пн. Ірані, пн. Іраку, Лівані, Сирії, Вірменії, Азербайджані, на Північному Кавказі (Росія).
Зростає на сухих схилах.

## Використання
Харчова й вітамінна рослина.